# Antranoidy

Antracen

Antranoidy (antrazwiązki) – organiczne związki chemiczne, pochodne trójcyklicznego węglowodoru aromatycznego antracenu. Wśród nich rozróżnia się antrachinony (forma utleniona), antrony (forma ketonowa), antranole (forma hydroksylowa), a także związki dimeryczne, tj. diantrony. Pochodne antracenu występują np. w grzybach Penicillium, Aspergillus, Claviceps i Basidiomycetes, a także w roślinach kwiatowych, np. Polygonaceae, Rhammnaceae, Fabaceae, Rubiaceae, Scrophulariaceae i Liliaceae. Roślinne antrazwiązki występują w postaci glikozydów, gdzie część cukrową stanowi glukoza lub ramnoza.

## Właściwości fizykochemiczne
Antrazwiązki nie rozpuszczają się w wodzie, zaś są rozpuszczalne w eterze, chloroformie i benzenie. Ich roztwory mają kolor żółty. Glikozydy antrazwązków to substancje stałe, barwy czerwonej lub pomarańczowej, łatwo sublimujące. Dobrze rozpuszczają się w wodzie i etanolu, natomiast nie rozpuszczają się w chloroformie, benzenie i eterze. Ulegają łatwo hydrolitycznemu rozpadowi pod wpływem kwasów i enzymów.

## Zastosowanie

Hiperycyna

Związki antranoidowe są używane, jako środki przeczyszczające, działając poprzez hamowanie transportu jonów Na+ i wody ze światła jelita grubego do krwi. Najsilniej działają antrony i diantrony, które mogą powstawać z antrachinonów w jelitach dzięki florze bakteryjnej lub przez hydrolizę odpowiednich glikozydów. O sile działania decyduje obecność grup hydroksylowych w pozycji C-1 i C-8 oraz podstawnika przy węglu C-3. Wpływ ma również liczba reszt cukrowych (im więcej, tym silniejszy skutek przeczyszczający). Znane są antranoidy o działaniu przeciwutleniającym (chryzarobina), a także przeciwdepresyjnym (hiperycyna)